# Jürg Buchli
Jürg Buchli (* 1944; † 16. Februar 2010) war ein Schweizer Bauingenieur.

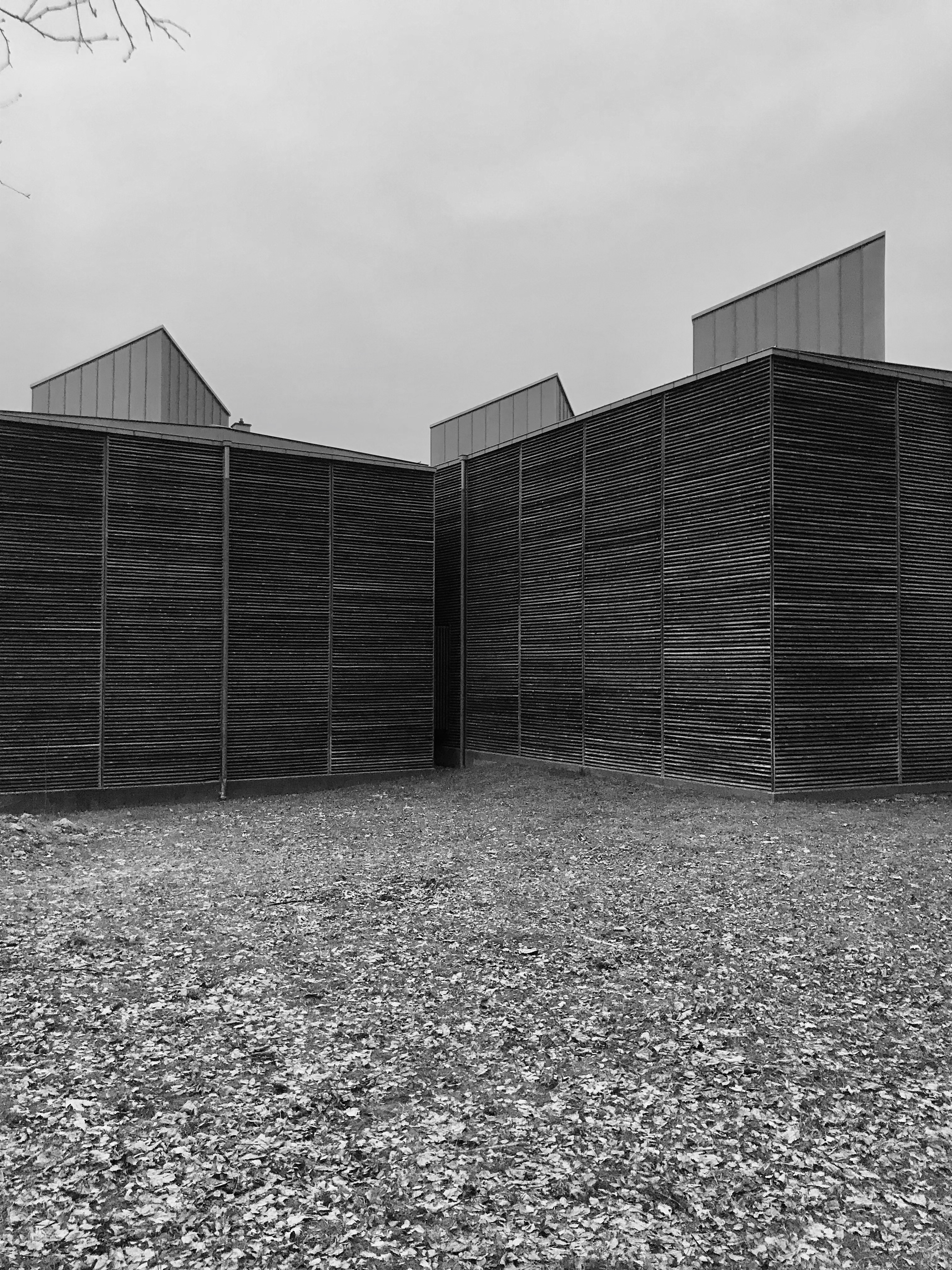
Schutzbauten Welschdörfli, Chur

## Werdegang
Jürg Buchli wuchs als Sohn eines Baumeisters in Sent im Unterengadin auf, studierte an der ETH Zürich und war Mitarbeiter des Schweizer Ingenieurs und Brückenbauers Christian Menn.
Buchli hatte sein Atelier in Haldenstein und war mit dem Schweizer Architekten und Pritzker-Preisträger Peter Zumthor befreundet.

## Bauten
mit Peter Zumthor

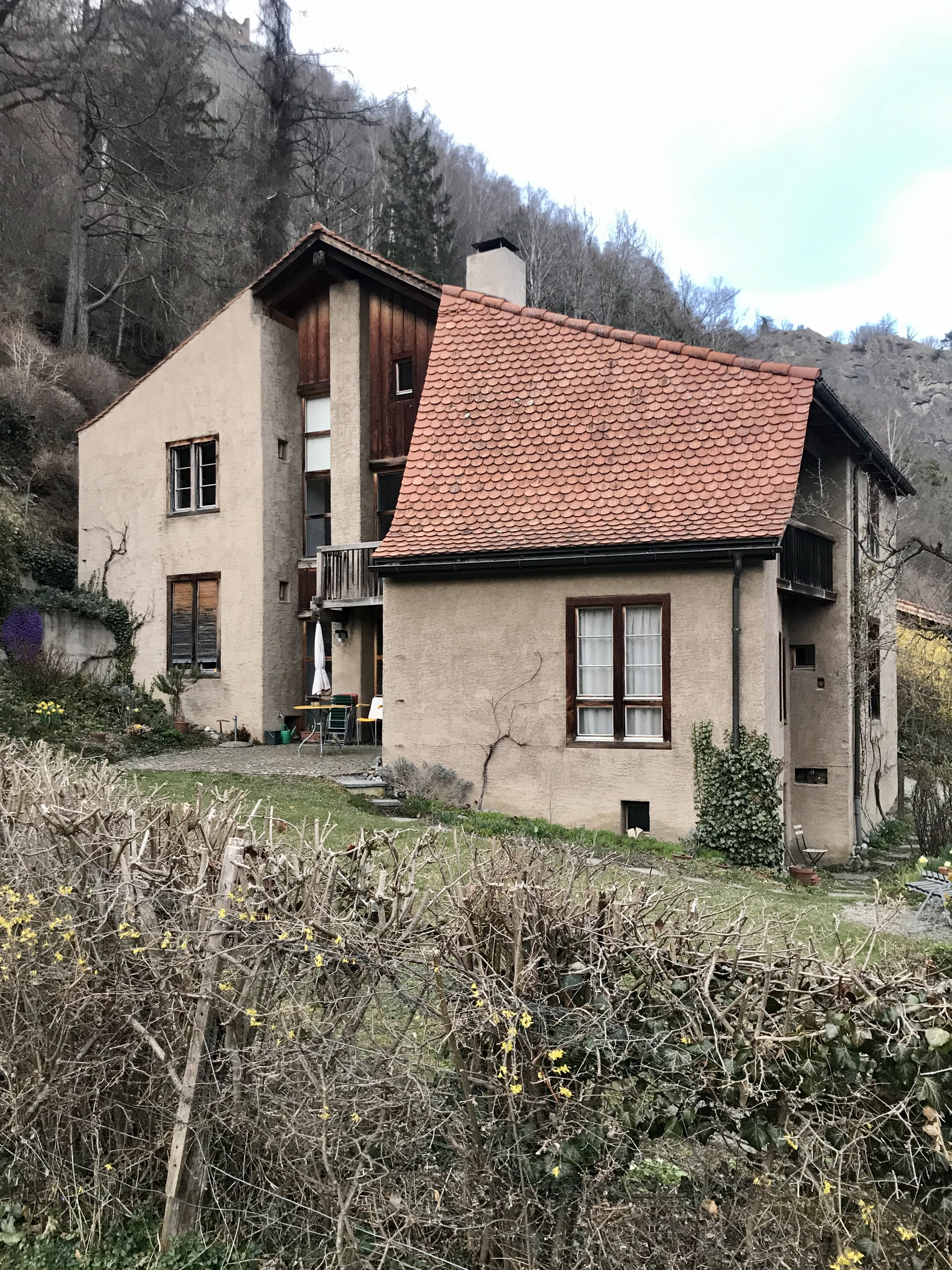
Wohnhaus, Haldenstein

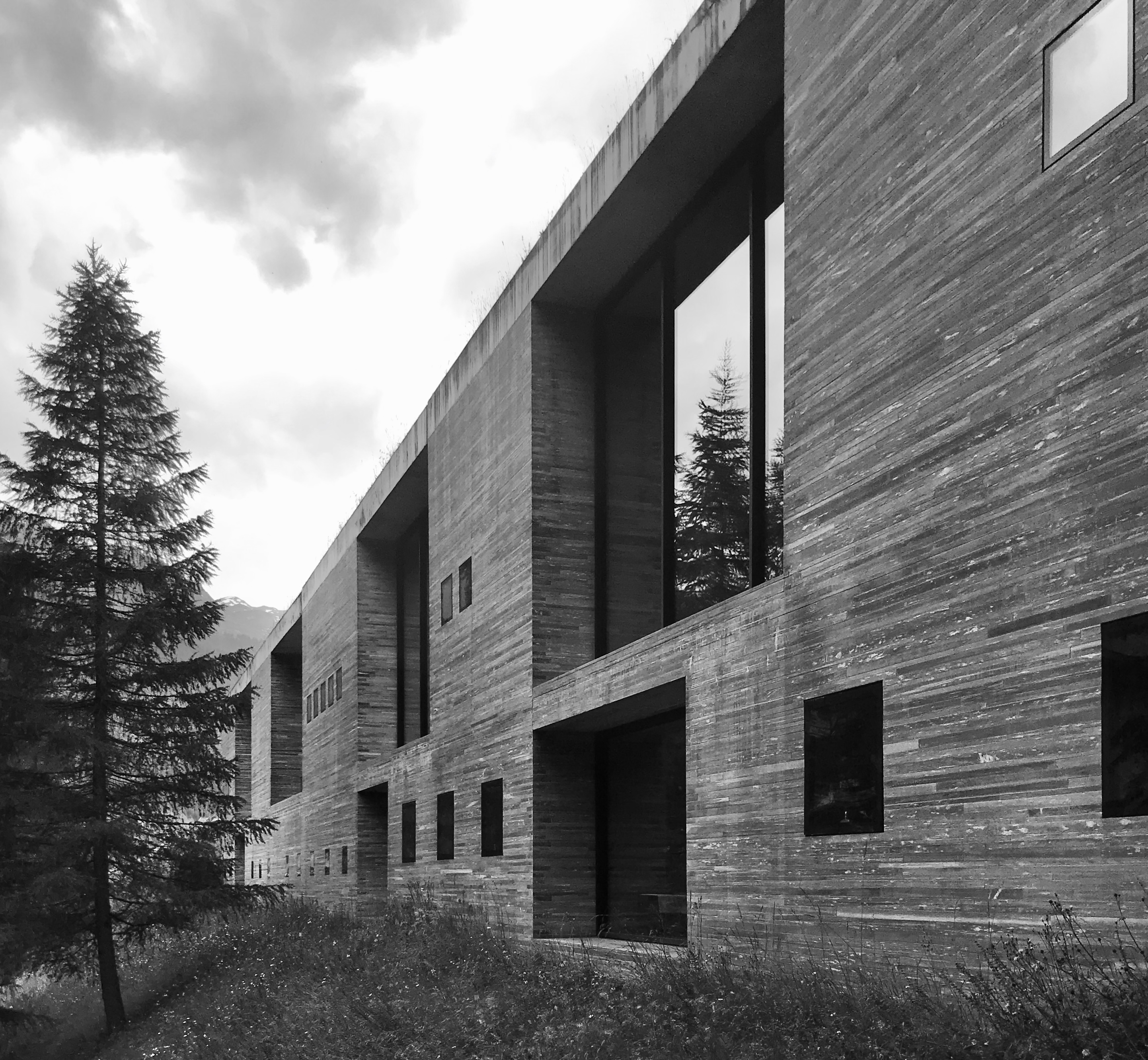
Therme Vals

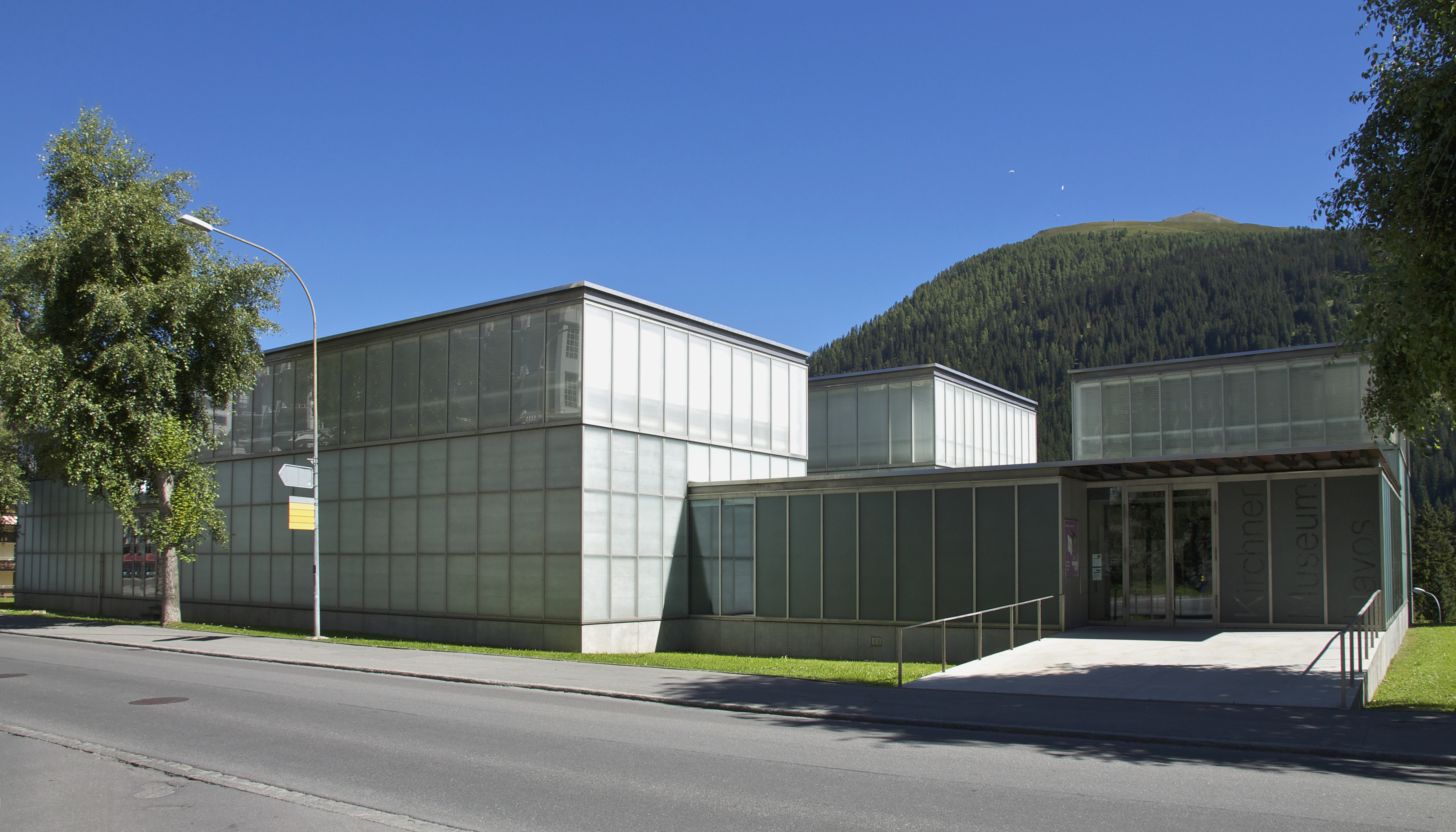
Kirchner Museum Davos

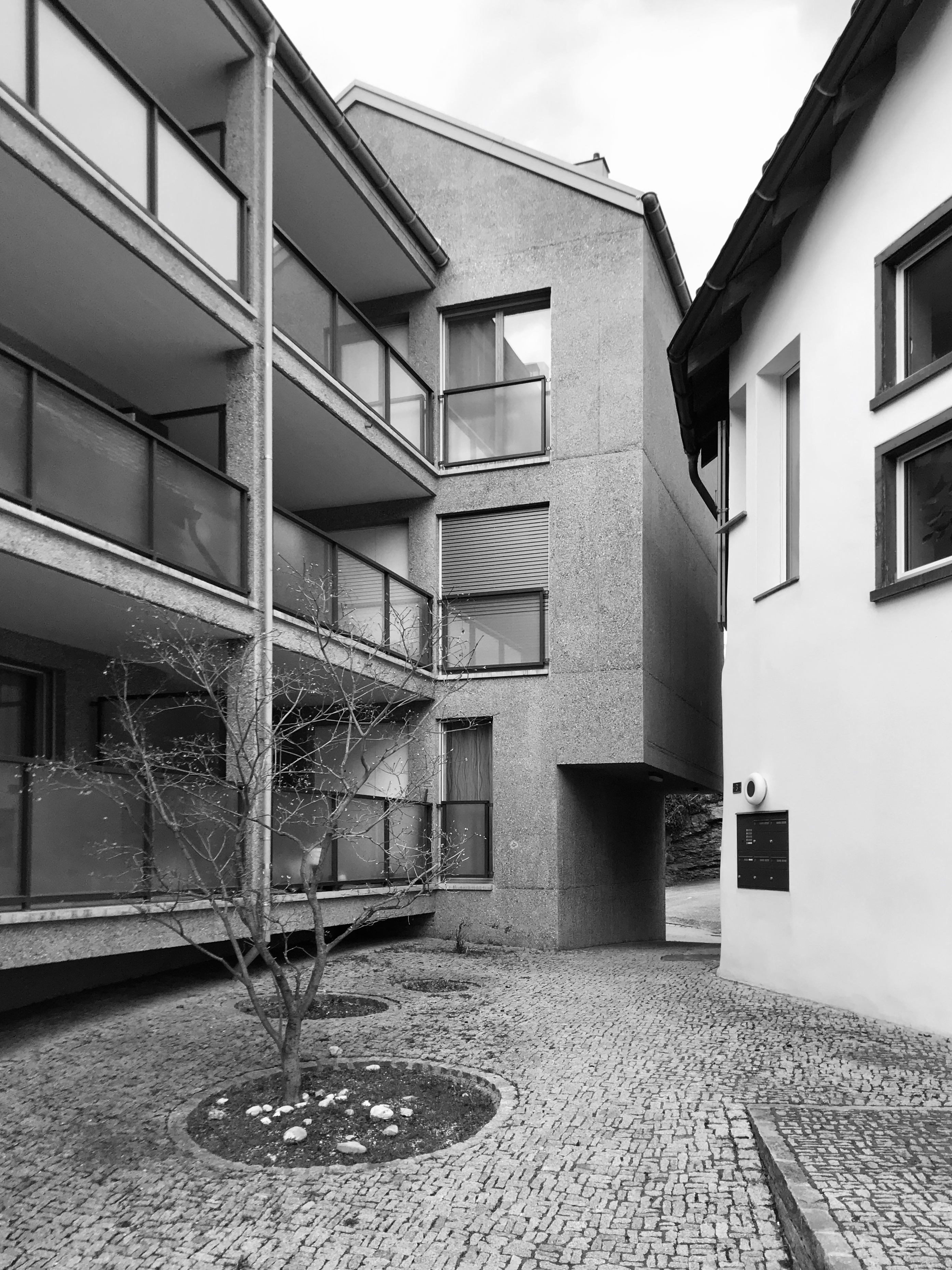
Wohnanlage, Haldenstein

- 1972: Umbau Bauernhaus, Haldenstein
- 1975–1976: Wohnhaus, Haldenstein[2]
- 1975–1976: Umbau Bauernhaus, Haldenstein
- 1989: Kapelle, Sumvitg[3][4]
- 1989–1993: Wohnanlage, Chur[5][6]
- 1986: Schutzbauten, Chur[7]
- 1996: Therme, Vals[8]
- 2003–2007: Museum, Köln[9]
- 2007: Kapelle, Wachendorf[10]
- 2001–2016: Museum, Allmannajuvet[11]

weitere Architekten
- 1989–1992: Kirchner Museum, Davos (Architekten: Gigon/Guyer)
- 1993: Erweiterung Haus Hartmann, Trimmis (Architekt: Pablo Horváth)
- 1997–1998: Haus Williman-Lötscher, Sevgein (Architekten: Bearth & Deplazes)[12]
- 1999: Wohnhaus, Jona (Architekten: Bearth & Deplazes)
- 2001: Erweiterung Schulhaus, Valendas (Architekt: Curdin Michael)[13]
- 2002: Wohnhaus, Haldenstein (Architekt: Conradin Clavuot)[14]
- 2001–2007: Restaurierung Kathedrale St. Mariä Himmelfahrt, Chur (Architekten: Rudolf Fontana & Gioni Signorell)
- 2006–2007: Weingut Gantenbein, Fläsch (Architekten: Bearth & Deplazes)[15][16][17]
- 2007–2008: Restaurierung Wohnhaus, Chur (Architekt: Rainer Weitschies)[18]
- 2006–2008: Wohnanlage, Haldenstein (Architekt: Miroslav Šik)
- 2005–2009: Welnessbad, Samedan (Architekt: Miller Maranta)
- 2008: Kunst(Zeug)Haus, Rapperswil-Jona (Architekten: Stürm Wolf)[19]
- 2010: Ausbildungszentrum, Gordola (Architekten: Durisch + Nolli)
- 2008–2014: Bundesstrafgericht, Bellinzona (Bearth & Deplazes und Durisch + Nolli)[20]
- Wohnhaus, Sent (Architekt: Hans-Jörg Ruch)
- Innenrestaurierung Altes Gebäu, Chur (Architekt: Rudolf Fontana)
- Umbau Wohnhaus, Latsch (Architekten: Buchner Bründler)

nicht realisiert
- 1993–1997: Dokumentationszentrum, Berlin (Architekt: Peter Zumthor)[21]
- 1997–2002: 1. Preis Caumasee Projekt Fels (Architekt: Valerio Olgiati)[22]

## Auszeichnungen und Preise
- mehrere Auszeichnungen für gute Bauten Graubünden